# Haapasaaret (ö i Finland, Södra Savolax, Nyslott, lat 61,64, long 28,86)
Haapasaaret är en ö i Finland. Den ligger i sjön Honkanen och i kommunen Nyslott i  landskapet Södra Savolax, i den sydöstra delen av landet, 260 km nordost om huvudstaden Helsingfors. Öns area är 0,3 hektar och dess största längd är 90 meter i sydväst-nordöstlig riktning.  Notera att namnet antyder att det är fråga om flera öar.